# (6415) 1993 VR3
1993 في أر 3 (ويعرف أيضًا باسم (6415) 1993 في أر 3 وفق تسمية الكوكب الصغير) (بالإنجليزية: 1993 VR3)‏ هو كويكب ضمن حزام الكويكبات؛ وترتيبه 6415 من حيث الاكتشاف.
اكتُشف هذا الجُرم الفلكي بواسطة هيروشي كانيدا في 11 نوفمبر 1993.

## وصلات خارجية
- (6415) 1993 VR3 في قاعدة بيانات مختبر الدفع النفاث لأجرام النظام الشمسي الصغيرة

- الاكتشاف · مخطط المدار ·  العناصر المدارية · المعلمات المادية

- (6415) 1993 VR3 على موقع ويكي سكاي: DSS2, SDSS, GALEX, IRAS, Hydrogen α, X-Ray, Astrophoto, Sky Map, Articles and images